# Janusz Tartyłło
Janusz Tartyłło (ur. 4 lipca 1930 w Grodnie, zm. 10 lipca 2025 w Gdyni) – polski scenograf, reżyser, aktor związany z wieloma teatrami w całej Polsce, solista operowy, scenarzysta teatralny, malarz, grafik.

## Życiorys
Początkowo studiował rzeźbę w Wyższej Szkole Sztuk Plastycznych (ASP) we Wrocławiu (1948), następnie scenografię w pracowni prof. Władysława Daszewskiego w Akademii Sztuk Pięknych w Warszawie. Dyplom z wyróżnieniem uzyskał w 1956, ponadto ukończył studium reżyserskie i tzw. grę sceniczną. Od lat 50. XX wieku uprawiał szereg dyscyplin twórczych: malarstwo, scenografię, grafikę użytkową, reżyserię, dramaturgię, aktorstwo. Od 1958 był członkiem ZPAP.
Od 1 sierpnia 1976 do 31 maja 1979 pełnił funkcję dyrektora artystycznego Bałtyckiego Teatru Dramatycznego w Koszalinie.
Wystąpił w filmie Sztos 2 (2011).

## Spektakle
- 2008: Drugi pokój Zbigniewa Herberta, reżyseria i scenografia: Janusz Tartyłło – Polski Teatr w Wilnie
- 2007: Miłość i polityka, reżyseria: Jerzy Bończak, scenografia: Janusz Tartyłło – Teatr im. Stefana Żeromskiego w Kielcach
- 2005: Gwałtu, co się dzieje!, reżyseria: Irena Litwinowicz, scenografia, kostiumy i pomysł inscenizatorski: Janusz Tartyłło – Polski Teatr w Wilnie
- 2002: W wigilię cudu Kazimiery Iłłakowiczówny, reżyseria: Irena Litwinowicz, oprawa plastyczna: Janusz Tartyłło – Polski Teatr w Wilnie
- 2002: Komedia sytuacyjna, scenografia: Janusz Tartyłło – Teatr im. C. K. Norwida w Jeleniej Górze
- 2001: 365 obiadów, czyli rewia stołowa na motywach książki kucharskiej Lucyny Ćwierczakiewiczowej, scenografia: Janusz Tartyłło, kostiumy: Dorota Morawetz, muzyka: Andrzej Głowiński, choreografia: Juliusz Stańda, reżyseria światła: Krzysztof Sendke, konsultacja gastronomiczna: Barbara Kruszewska – Teatr Wybrzeże w Gdańsku
- 2000: Moralność pani Dulskiej Gabrieli Zapolskiej, scenografia: Janusz Tartyłło, muzyka: Konstanty Wileński – Teatr im. Stefana Żeromskiego w Kielcach
- 1999: Sztuka Yasminy Rezy, reżyseria: Leszek Czarnota, scenografia: Janusz Tartyłło, muzyka: Włodzimierz Szomański – Lubuski Teatr im. Leona Kruczkowskiego w Zielonej Górze
- 1998: Wszystko w rodzinie, reżyseria: Wojciech Pokora, scenografia: Janusz Tartyłło, opracowanie muzyczne: Gerard Nowak – Lubuski Teatr im. Leona Kruczkowskiego w Zielonej Górze
- 1991: Komiks, reżyseria: Janusz Tartyłło – Tarnowski Teatr im. Ludwika Solskiego
- 1987: Dwaj panowie B, reżyseria: J. Kozłowski, Janusz Tartyłło – Teatr im. Juliusza Osterwy w Gorzowie Wlkp.
- 1986: Straszliwy wychowawca w małym dworku, reżyseria i scenografia: Janusz Tartyłło, muzyka: Kazimierz Rozbicki – Teatr Dramatyczny w Gdyni
- 1969: Eksportowa żona, scenografia: Janusz Tartyłło – Opera w Szczecinie
- 1968: Papierowy kochanek, scenografia: Janusz Tartyłło – Teatr Telewizji
- 1966: Dziwny pasażer, scenografia: Janusz Tartyłło – Teatr Telewizji

## Odznaczenia
- Srebrny Krzyż Zasługi[4]
- Srebrny Medal „Zasłużony Kulturze Gloria Artis” (15 października 2021)[5][6]

## Nagrody i wyróżnienia
- nagroda Biennale w Paryżu „Cing mois sejours” za scenografię i projekty malarskie do sztuki Wariatka z Chaillot Girodoux[2]
- Wyróżnienie (razem z Marcinem Wenzlem) na III FPSW we Wrocławiu za scenografię do spektaklu Przeciw Tebom w Teatrze Ziemi Opolskiej w Opolu (1962)[4]
- Nagroda Prezydenta Miasta Gdańska w Dziedzinie Kultury z okazji 65-lecia pracy twórczej (2020)[7]
- Nagroda Prezydenta Miasta Gdyni (2020)[2]
- Nagroda Marszałka Województwa Pomorskiego (2021)[8]
- Stypendium Funduszu Popierania Twórczości ZAiKS (2024)[9]